# Círculo literario

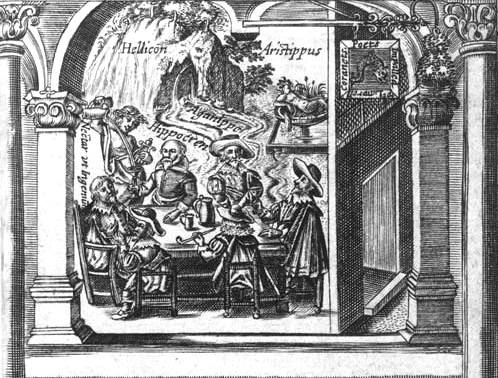
Ilustración para una obra de 1617, donde aparece la clientela de la Mermaid Tavern, identificada por el cartel que reza: Poets impalled wt Lawrell coranets ("poetas empalados con coronas de laurel").

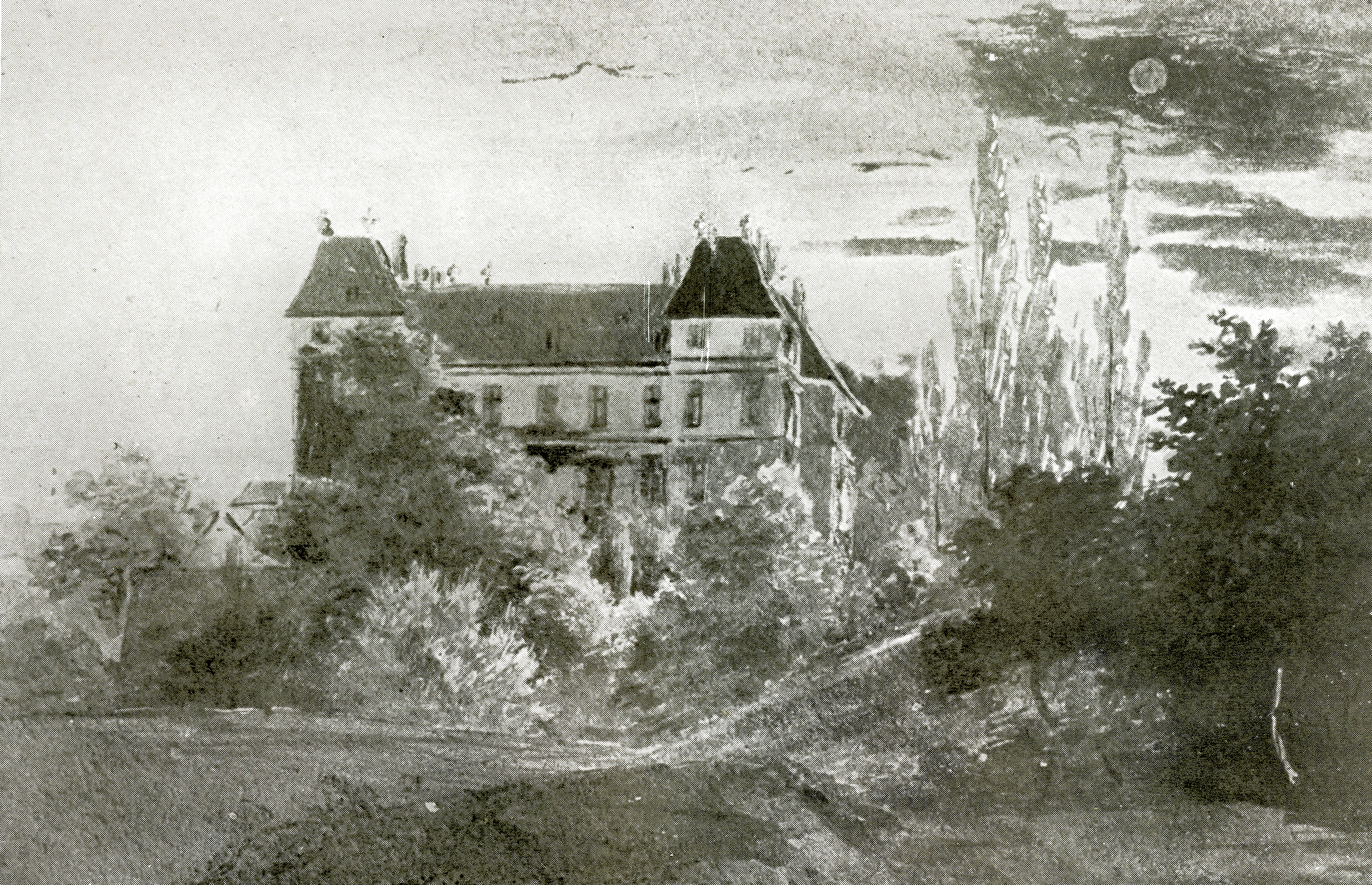
Le château de Coppet au clair de lune, acuarela de Juliette Récamier, una de las amigas de Mme de Staël.

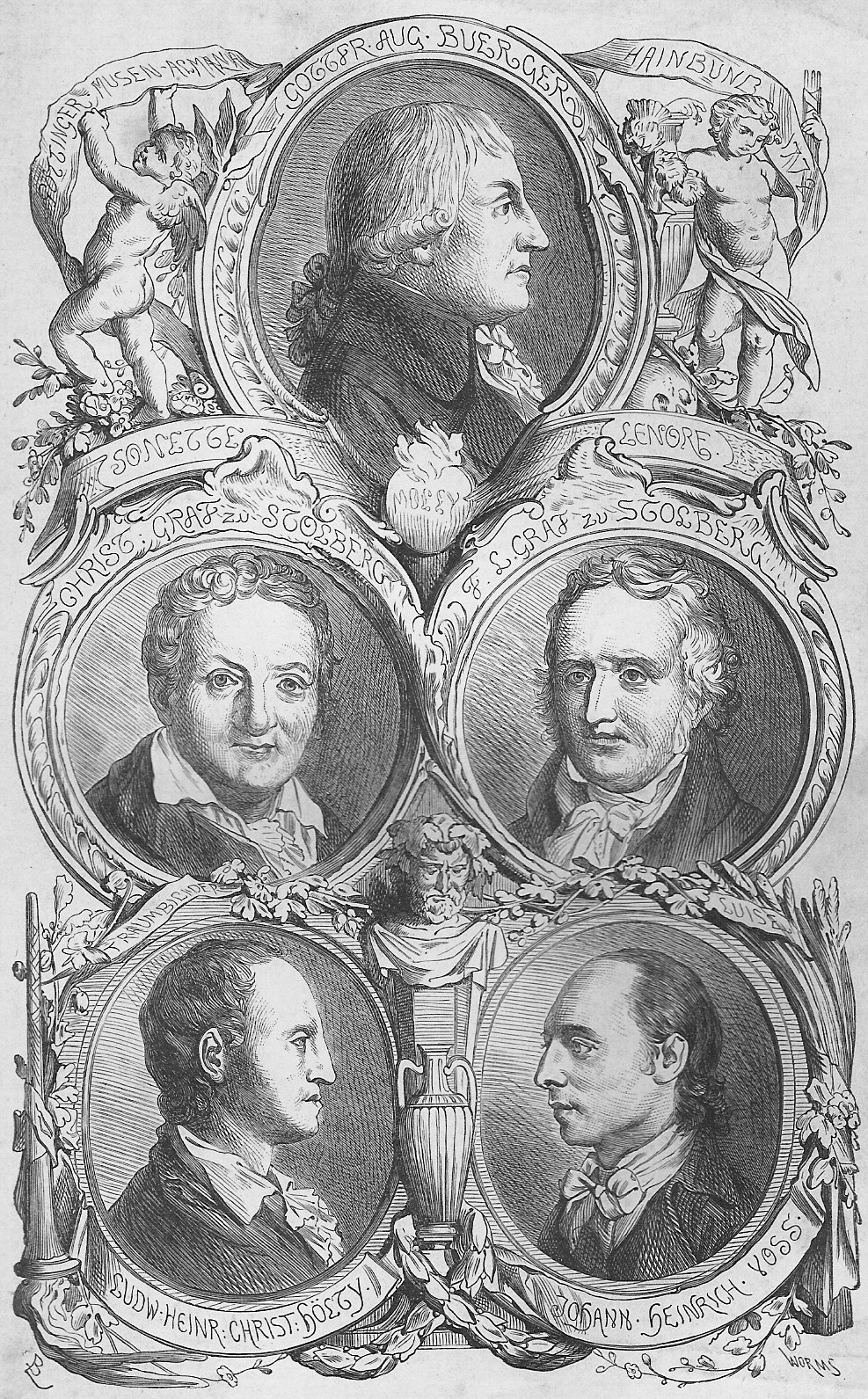
Los miembros del Göttinger Hainbund en una litografía conmemorativa.

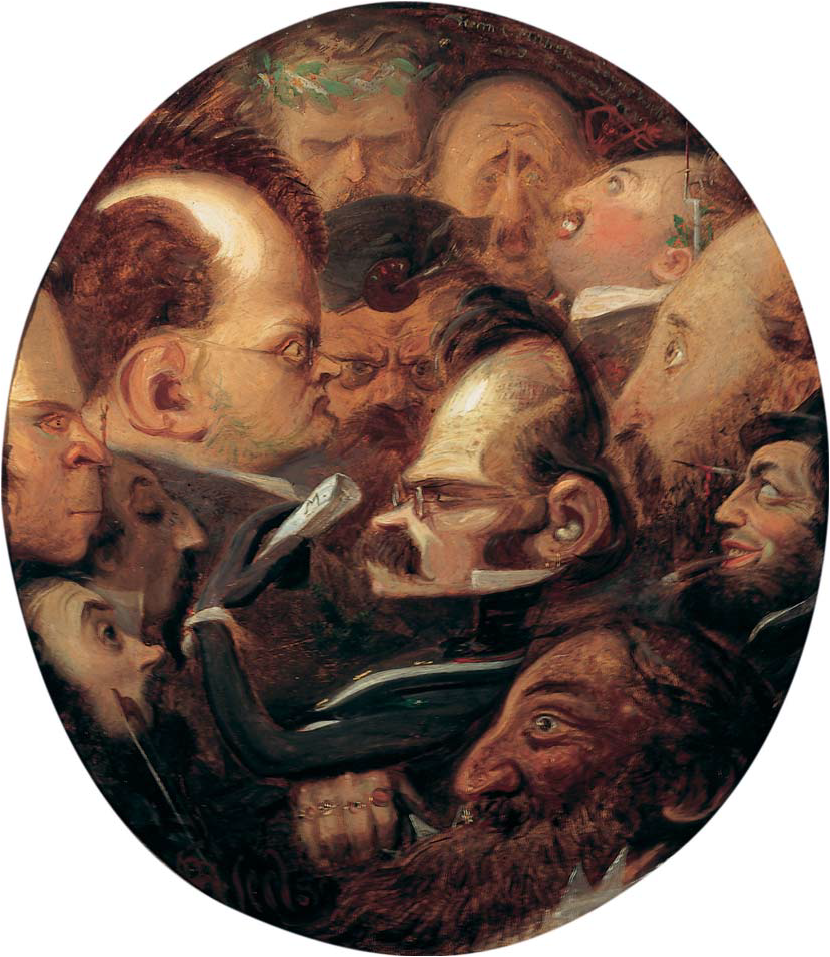
Caricatura del Wuppertaler Dichterkreis, por Johann Richard Seel, 1859. Entre los caricaturizados están Carl Siebel, Emil Rittershaus y Carl Michels.

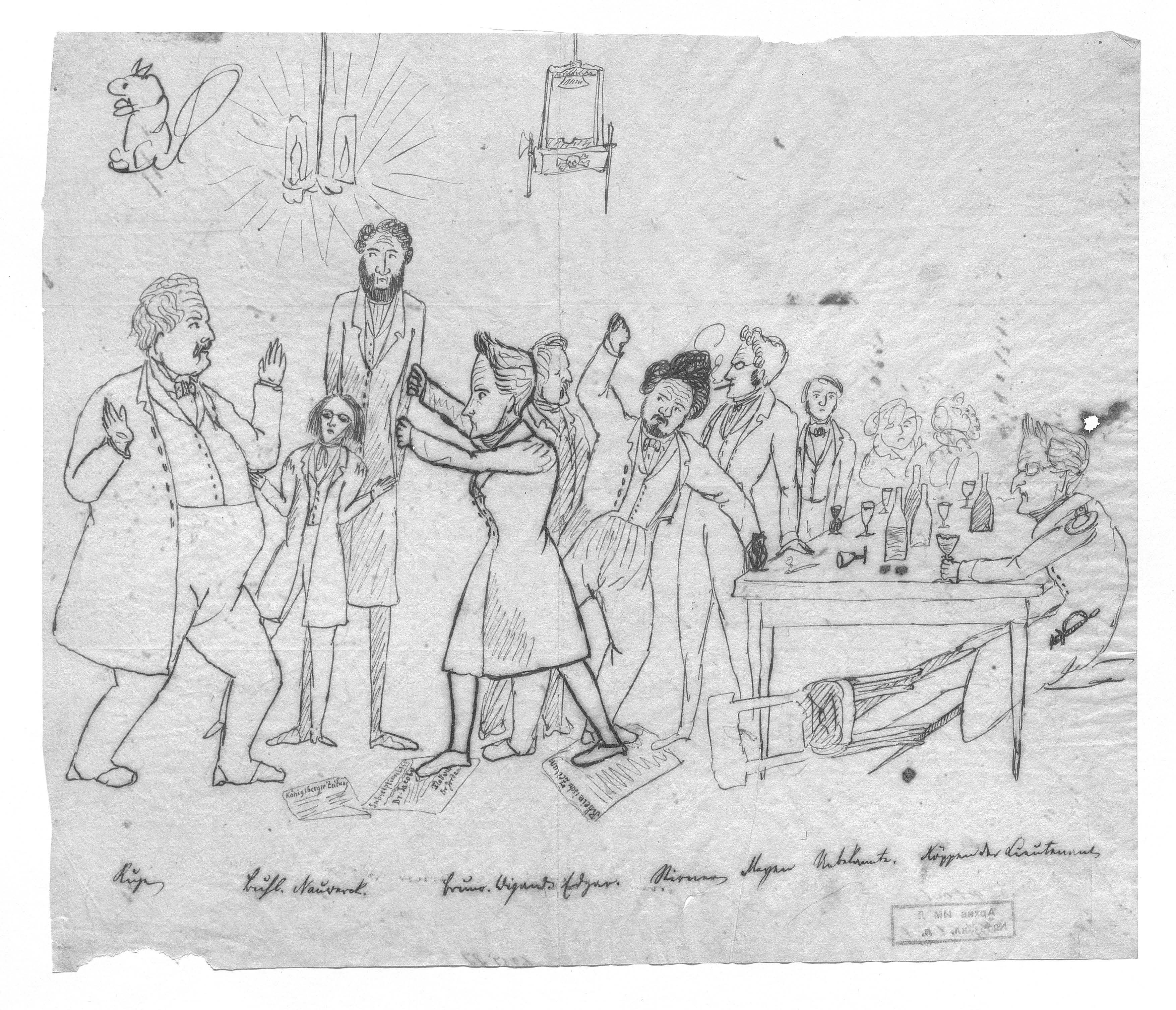
Los miembros de Die Freien caricaturizados por Friedrich Engels, 1842. De izquierda a derecha: Arnold Ruge, Ludwig Bühl, Carl Nauwerck, Bruno Bauer, Otto Wigand, Edgar Bauer, Max Stirner, Eduard Meyen, dos personajes sin identificar y Karl Friedrich Köppen. La ardilla posiblemente es una sátira de Friedrich Eichhorn, cuyo apellido es similar al nombre de ese animal en alemán.

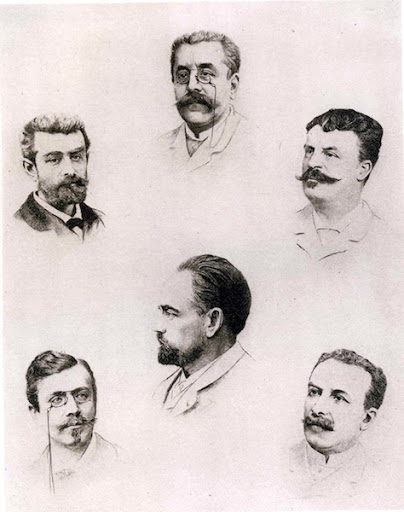
El Groupe de Médan: Siguiendo el sentido horario, desde arriba: Paul Alexis, Guy de Maupassant, Henry Céard, Léon Hennique y Joris-Karl Huysmans. En el centro, Émile Zola.

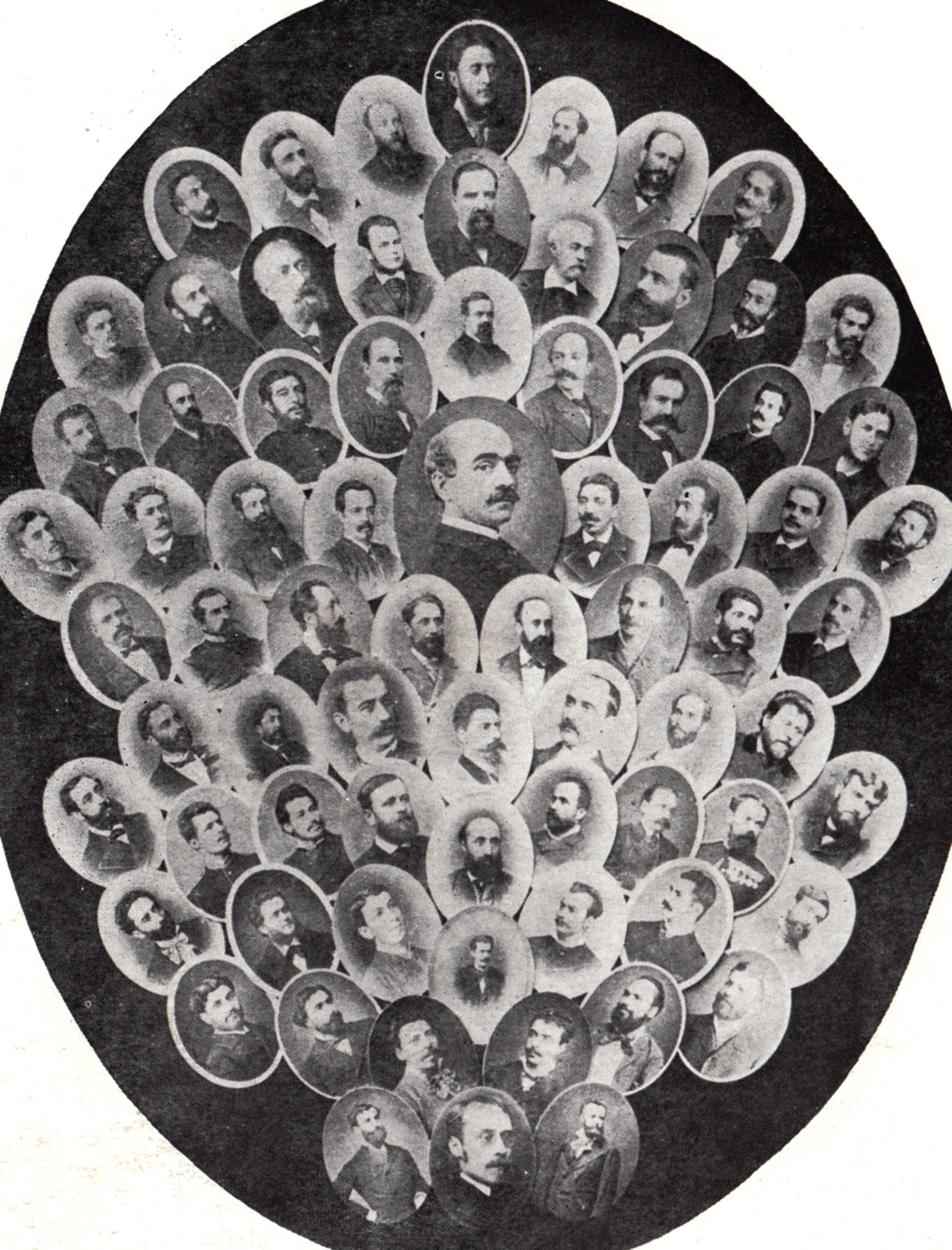
Miembros de Junimea en 1883.

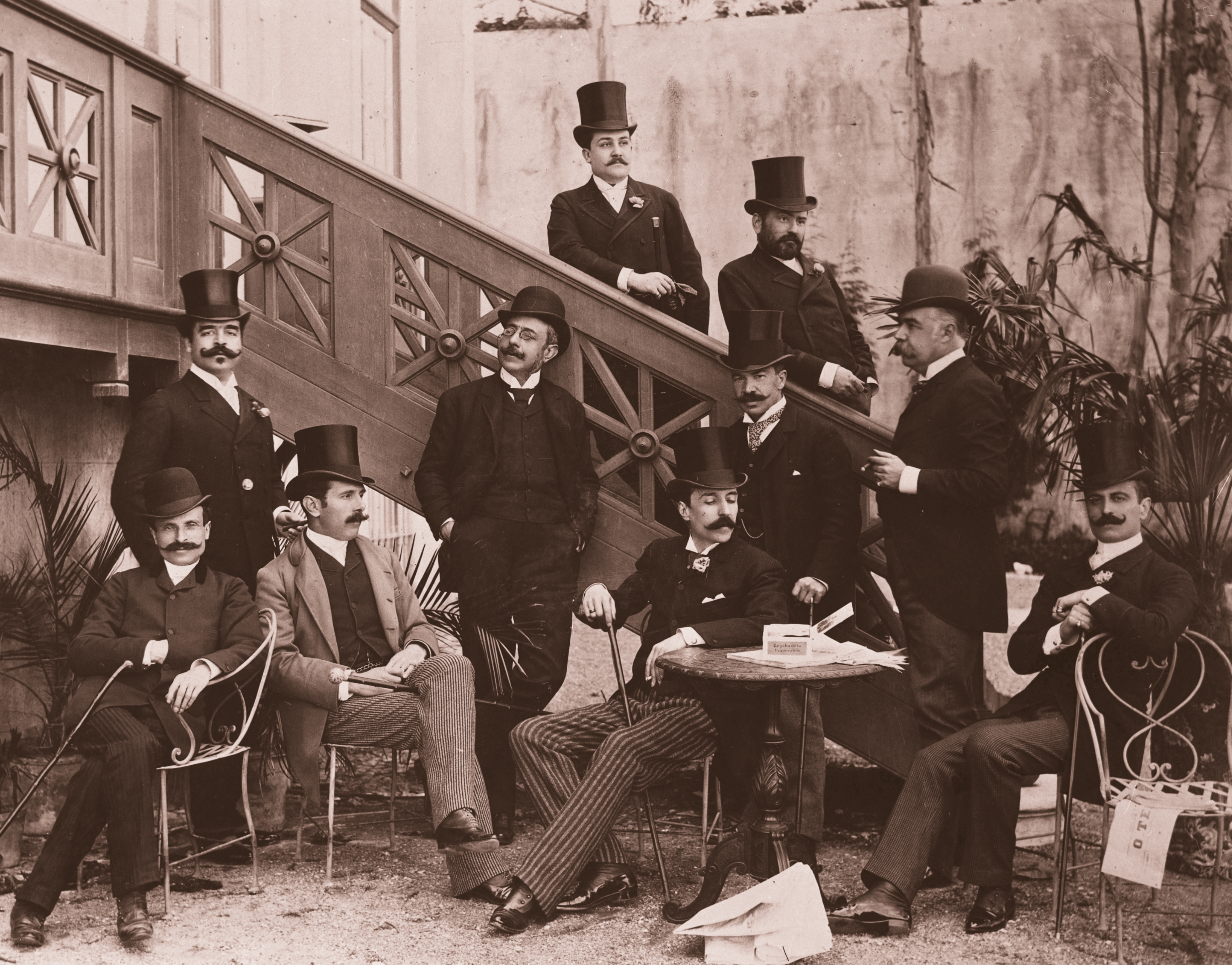
Vencidos da vida en 1880: de izquierda a derecha, sentados, Guerra Junqueiro, el conde de Sabugosa, José Maria Eça de Queirós, el conde de Arnoso; de pie, el marqués de Soveral, Ramalho Ortigão, Carlos de Lima Mayer y el conde de Ficalho; en las escaleras, Carlos Lobo de Ávila y Joaquim Pedro de Oliveira Martins.

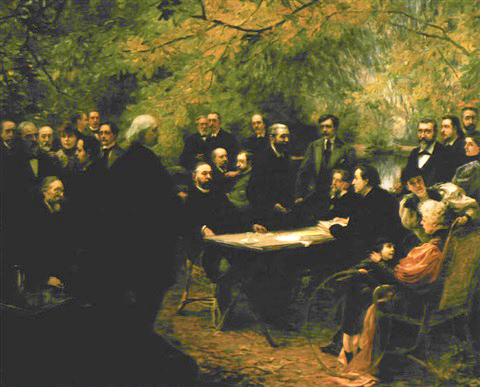
Les poètes du Parnasse o Chez Alphonse Lemerre, à Ville d’Avray ("Los poetas del Parnaso" o "En casa de Alphonse Lemerre, en Ville-d'Avray"), cuadro presentado por el pintor Paul Chabas al Salón de París de 1895, que incluye a Leconte de Lisle (había muerto el año anterior, pero pudo haber posado mientras el cuadro se estaba pintando), Jules Breton, André Theuriet, Georges Lafenestre, Alphonse Lemerre, Léon Dierx, Jules Claretie, Henri Cazalis, Alphonse Daudet, François Coppée, Sully-Prudhomme, José-Maria de Heredia, Alfred Marshall, Paul Arène, Paul Hervieu, Paul Bourget, Henry Roujon, Auguste Dorchain y Marcel Prévost.

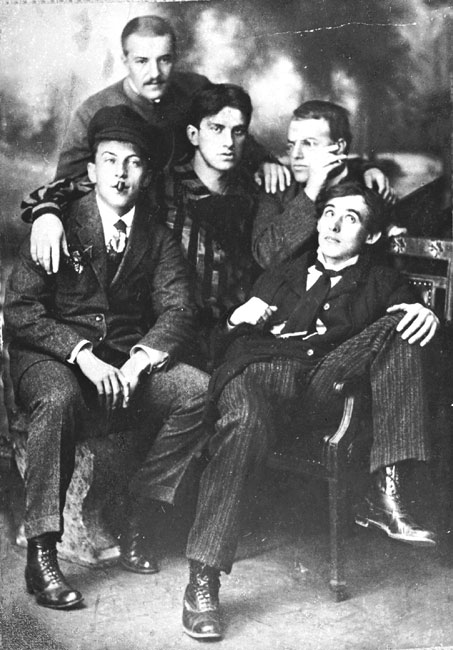
Los futuristas rusos del grupo Hylaea en 1912-1913: Benedikt Lifshits, Vladímir Burliuk, Vladímir Mayakovski, David Burliuk y Alekséi Kruchónyj.

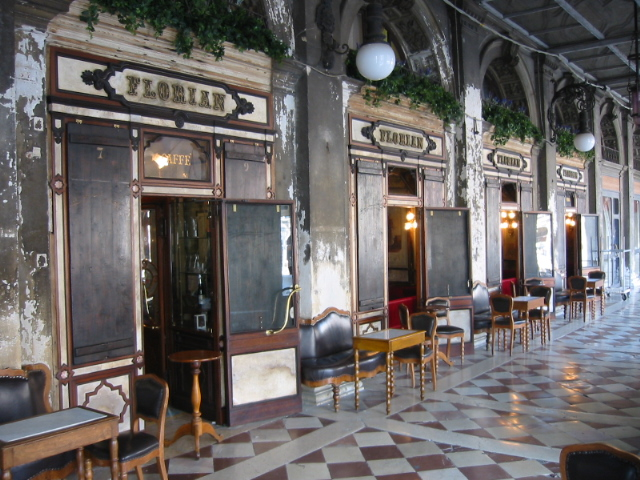
El Caffè Florian de Venecia (bajo los pórticos de la Piazza San Marco), donde se reunía el Club des Longues moustaches entre 1908 y 1911.

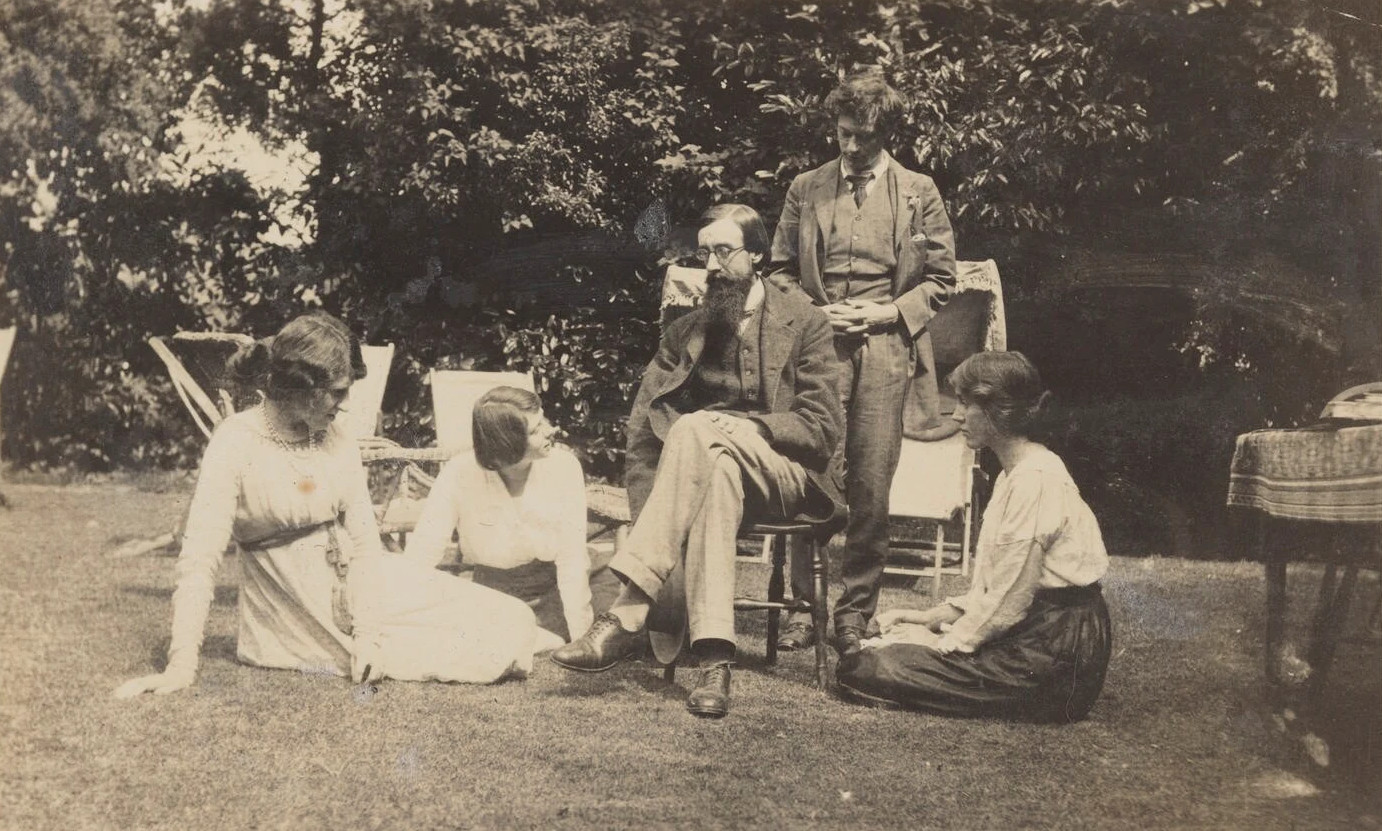
Algunos miembros del Bloomsbury Circle en el jardín de Garsington Manor, cerca de Oxford, en 1915. De izquierda a derecha: Lady Ottoline Morrell (la anfitriona), María Nys (cuatro años después se casó con Aldous Huxley), Lytton Strachey, Duncan Grant y Vanessa Bell.

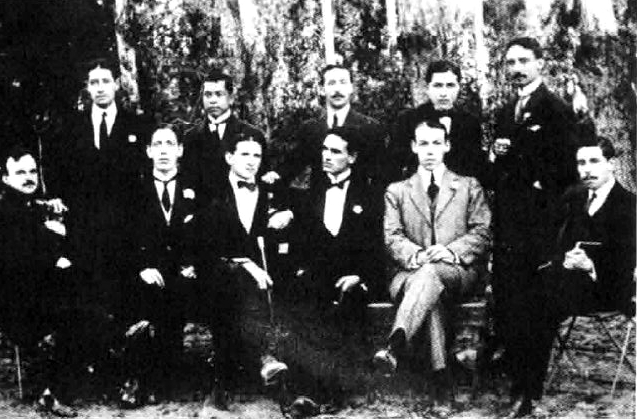
Escritores del Grupo Norte, cuando aún se denominaba "Bohemia Trujillana", fotografiados en 1916. De izquierda a derecha, sentados: José Eulogio Garrido, Juvenal Chávarry, Domingo Parra del Riego, César Vallejo, Santiago Martín Lynch y Horacio Urteaga. De pie: Luis Sánchez Ferrer, Federico Esquerre, Antenor Orrego, Alcides Spelucín y Gonzalo Sumarán.

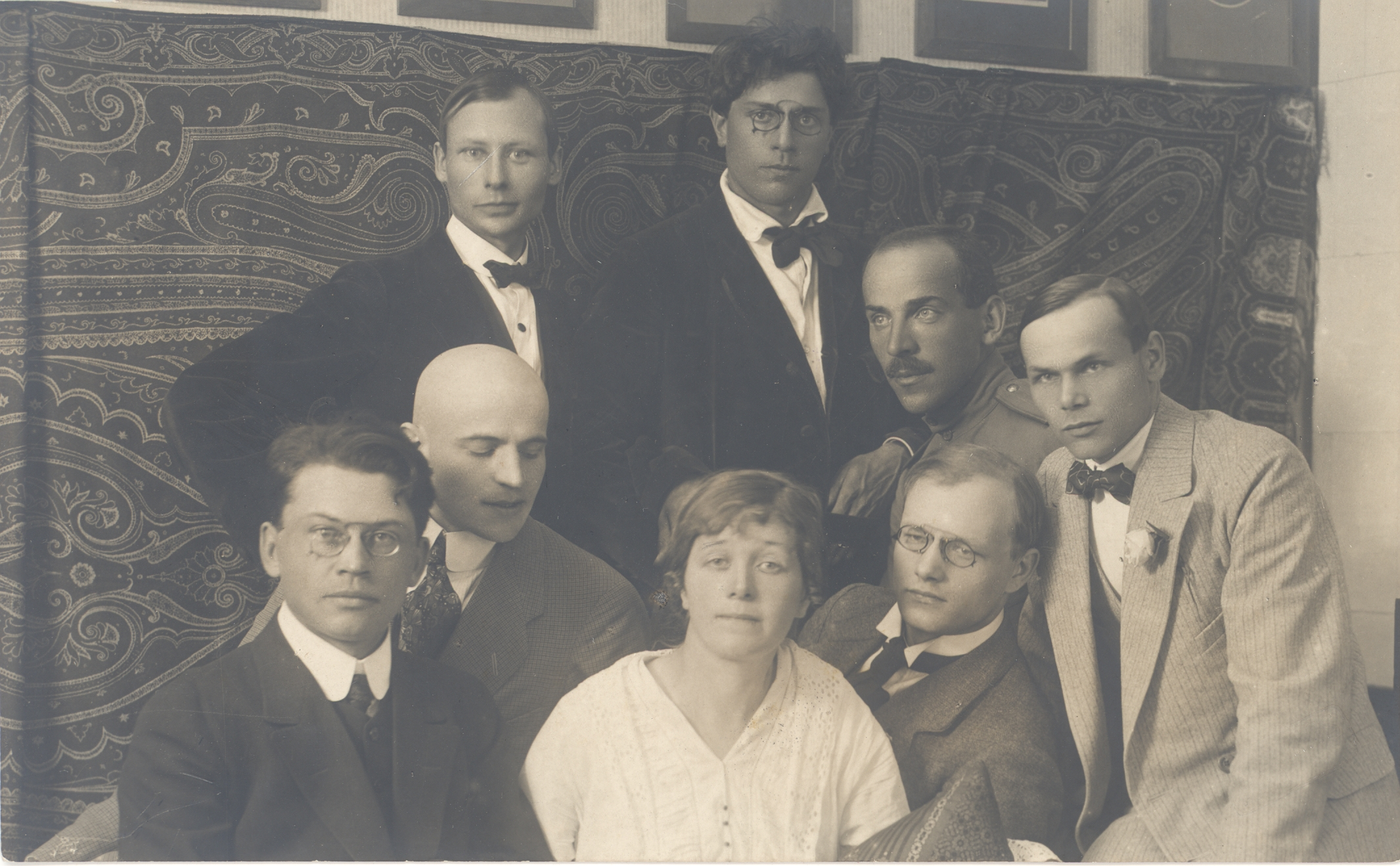
Miembros del grupo estonio Siuru en 1917: Peet Aren, Otto Krusten, Friedebert Tuglas, Arthur Adson, Marie Under, August Gailit, Johannes Semper y Henrik Visnapuu.

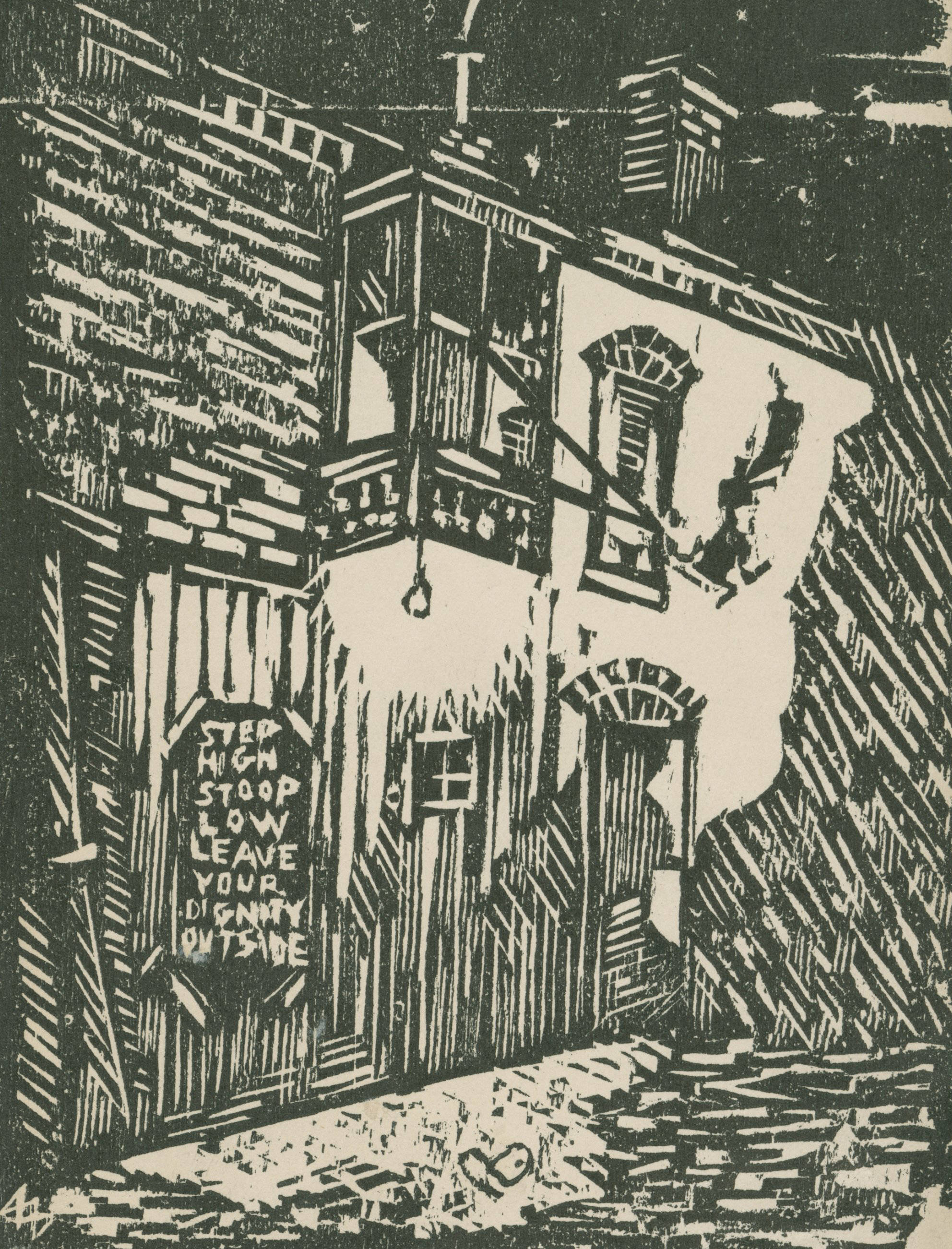
El exterior del Dill Pickle Club, con un cartel que reza "da un paso hacia arriba, agáchate, deja tu dignidad fuera".

Caricatura del Algonquin Round Table, por Bill Breck, 1923. Se representa a Alexander Woollcott, Horace Liveright, F. P. A., Marc Connelly, Johnny Weaver, Heywood Broun, Joe Kaufman, Host Case, Bob Sherwood, una mujer sin identificar, Hendrik van Loon, Bob Benchley, Konrad Bercovici, Burton Rascoe, Mrs. Dawson, Jimmy Reynolds y otros.

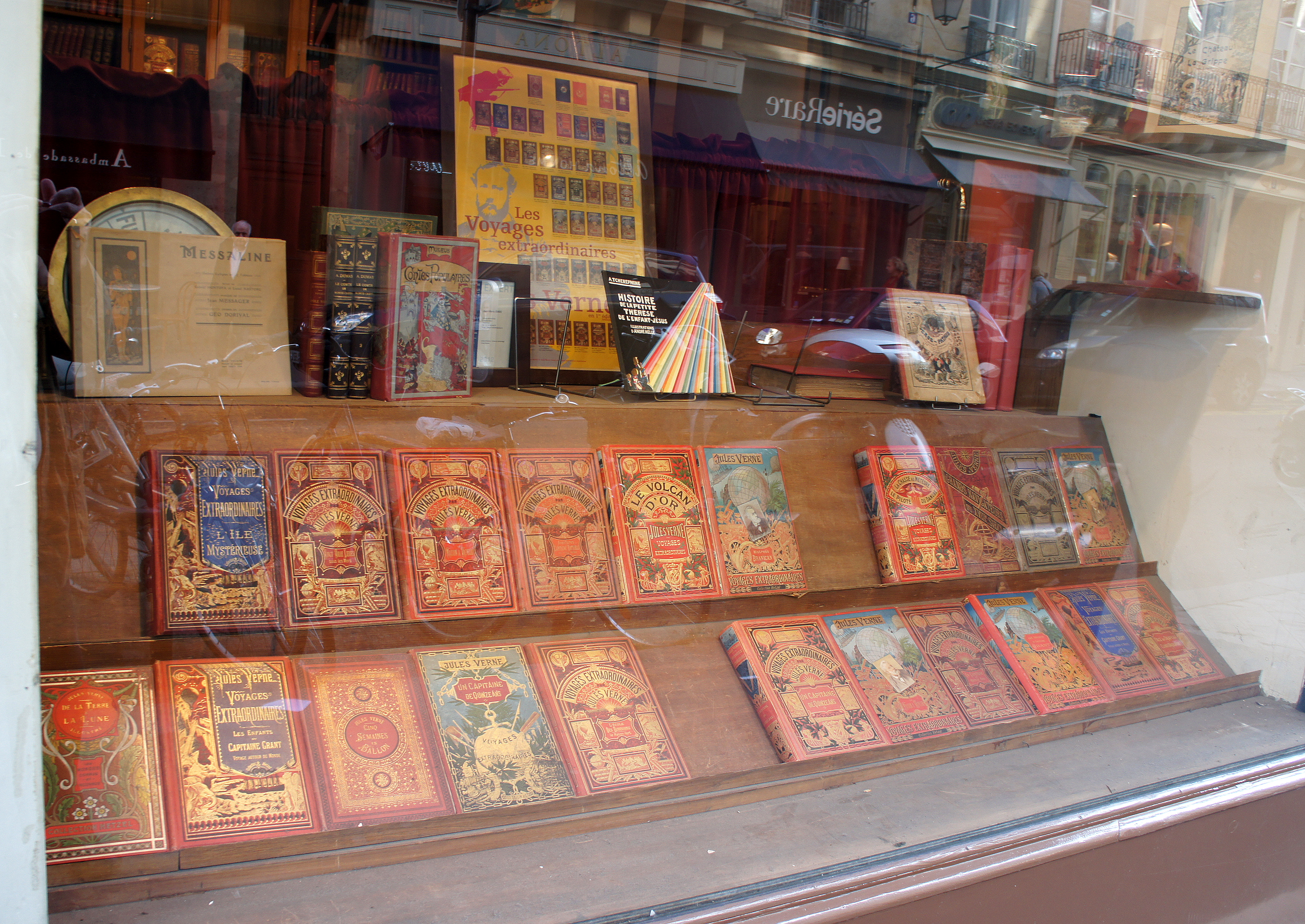
Escaparate de una de las librerías de Rue de l'Odéon que dieron nombre al grupo Stratford-on-Odéon.

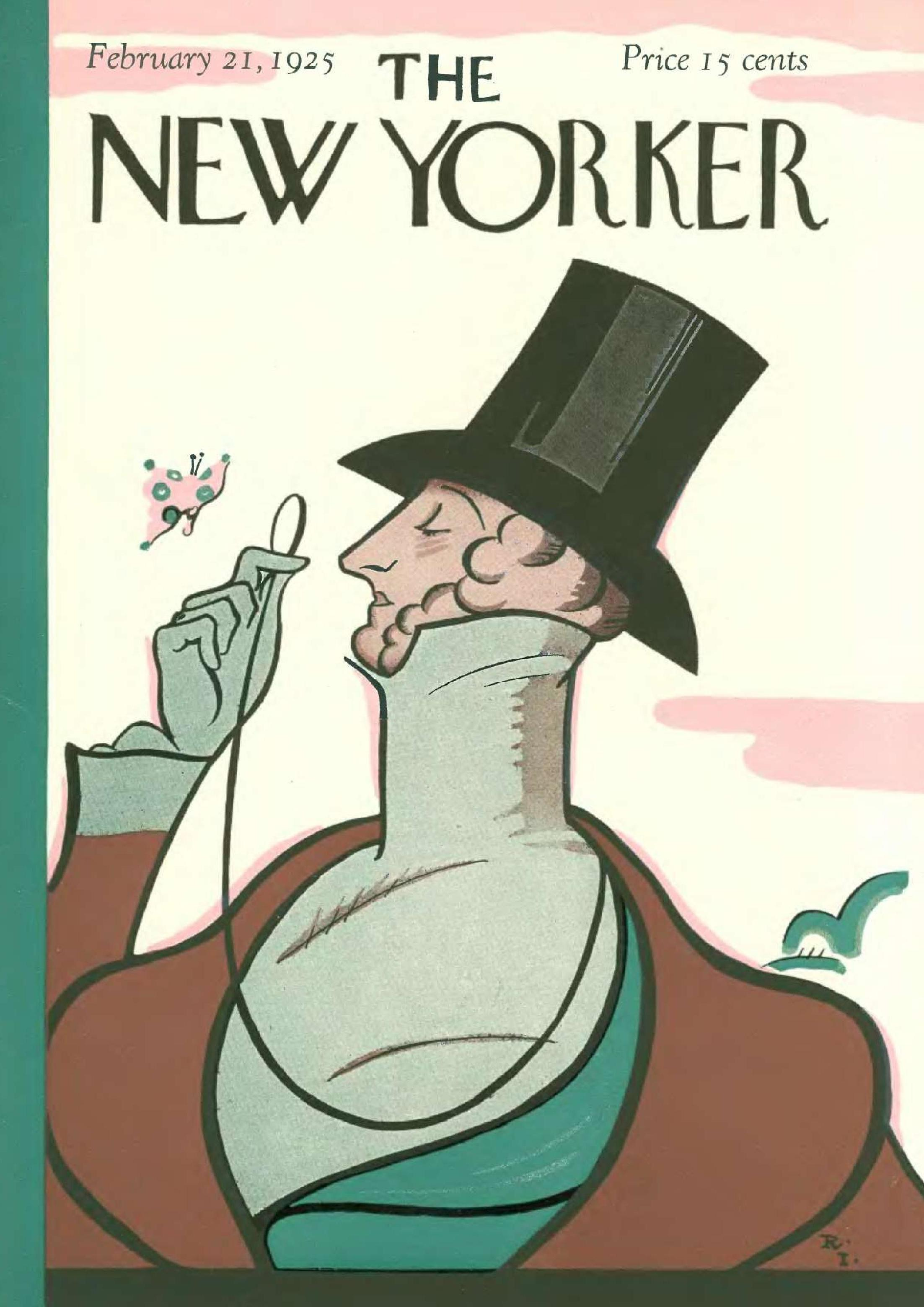
La ilustración de Rea Irvin para la portada del primer número de The New Yorker (21 de febrero de 1925) plasma gráficamente a un personaje imaginario que posteriormente recibiría el nombre de Eustace Tilley, vestido como un dandy de refinados gustos, al tanto de las últimas novedades literarias y que frecuenta alguna coterie.

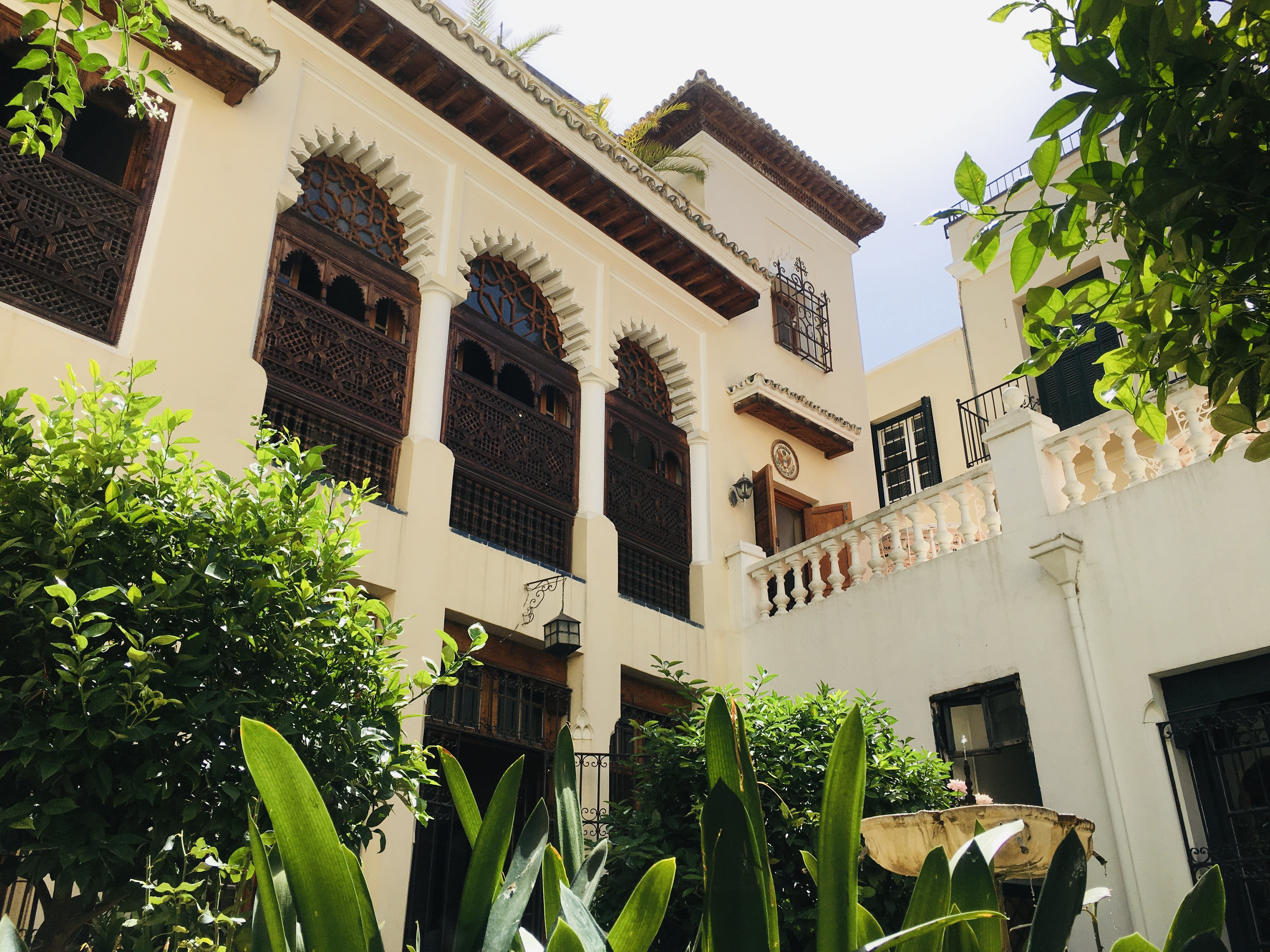
El Moorish Pavilion del consulado estadounidense en Tánger, adquirido en los años veinte, acoge en la actualidad el Museo del Legado Americano, con una parte dedicada a Paul Bowles, que desde 1947 reunió en su torno un círculo literario compuesto por amigos, admiradores, visitantes y buscadores de experiencias exóticas.

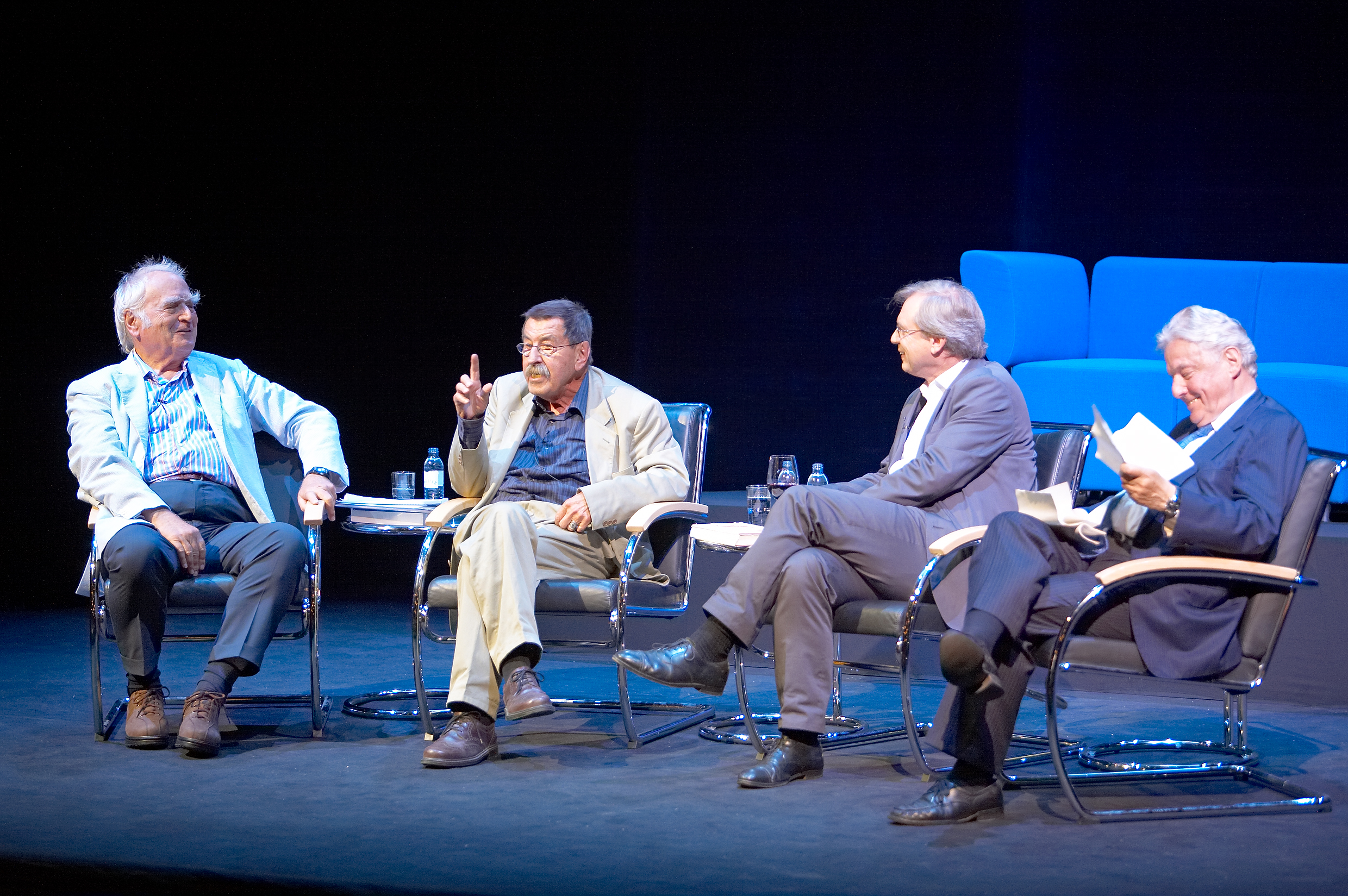
Günter Grass, Joachim Kaiser y Martin Walser en un acto conmemorativo del 60 aniversario del Gruppe 47, moderado por Wolfgang Herles.

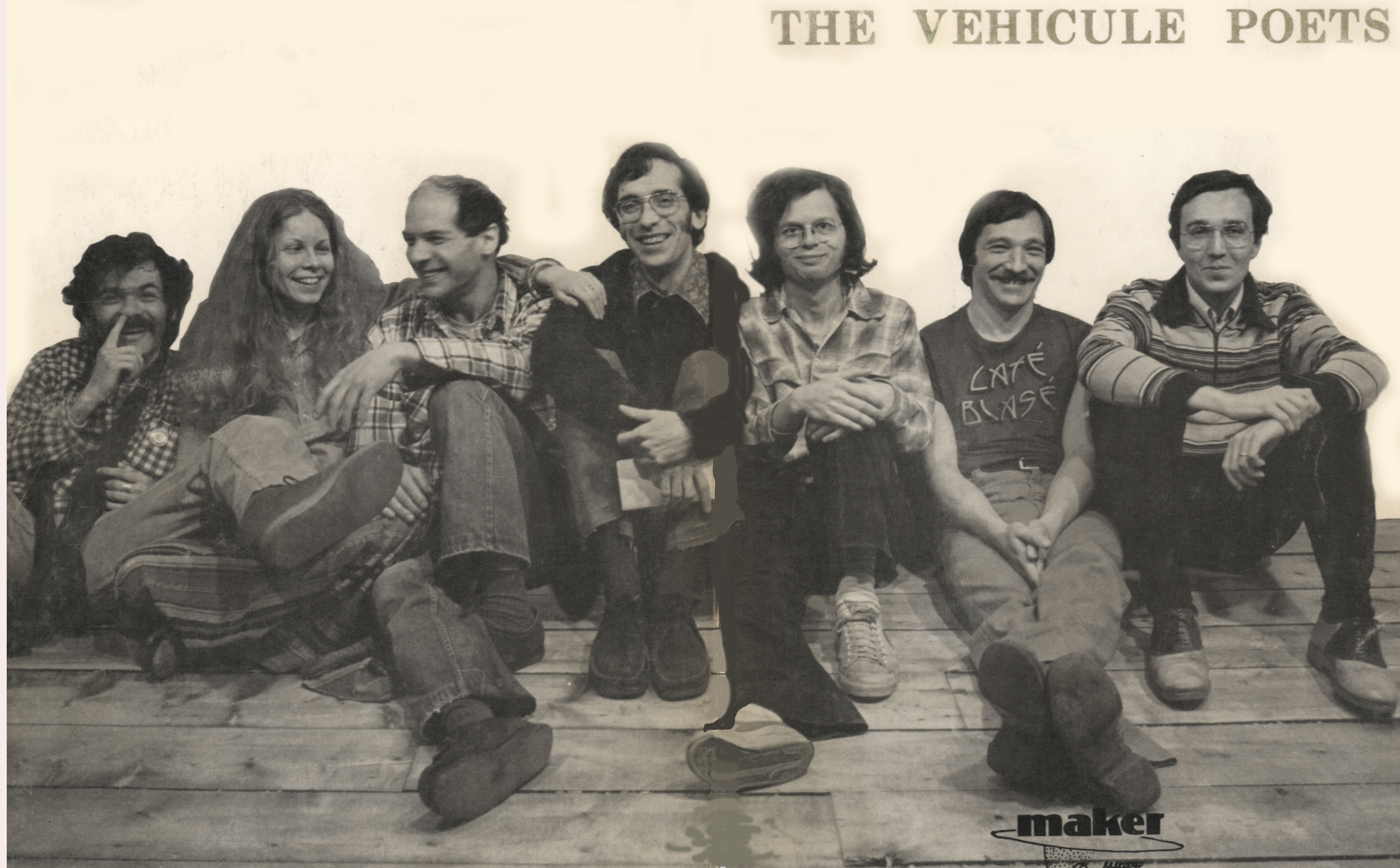
The Vehicule Poets.

Círculo literario es un pequeño grupo de escritores que se reúnen más por amistad y frecuentación habitual que por una causa literaria o estilo común (que es lo que define una escuela o movimiento literario). El DRAE define de forma similar una de las acepciones de la voz "cenáculo". El término coterie en lengua inglesa, que se utiliza de forma equivalente, tiene una connotación peyorativa. Uno de estos grupos (formado por aristócratas e intelectuales ingleses en torno a 1910) se denominó precisamente The Coterie.
No debe confundirse con un taller literario o de "escritura creativa", con un círculo de escritura (que se dedica a ofrecer apoyo a escritores aficionados o en formación) o con una sociedad literaria (que no es una agrupación de escritores, sino de lectores que se reúnen para discutir o celebrar obras literarias o autores; con menores pretensiones, también son reuniones de lectores las que se denominan círculo de literatura, club de lectura, gabinete de lectura o gabinete literario -cabinet de lecture, cabinet littéraire-, que en el siglo XIX permitía leer por un módico precio).
Los círculos o grupos literarios se suelen reunir físicamente en torno a lugares específicos, como una casa más o menos lujosa (a menudo la mansión o finca de recreo en el campo de un personaje adinerado, o la residencia más modesta de un escritor), un salón literario, la tertulia que se repite periódicamente en una taberna o cafetería, en un club político o club social, un espacio universitario que permite el contacto informal de profesores o estudiantes con o sin guía de estos; o virtualmente en medios como una revista literaria o una editorial, e incluso el contacto epistolar.
Aunque los círculos literarios pueden prolongarse en una estructura institucional a lo largo del tiempo (como fueron los literatos alejandrinos en torno al Museion y la Biblioteca -Pléyade poética y Pléyade trágica del siglo III a. C.-; las academias literarias -iniciadas con las italianas y las españolas del Siglo de Oro-, las sociedades de emulación -en la Francia del Siglo de las Luces- o los ateneos -desde el de Madrid, fundado en 1835-), también pueden restringirse a un periodo más o menos breve limitado por la coincidencia biográfica de sus componentes (como ocurrió con el círculo de Mecenas en la Roma de finales del siglo I a. C. o con la reunión de los siete sabios del bosque de bambú próximo a la casa de Xi Kang en el Shanyang del III); a veces a la estancia de un escritor en una ciudad más o menos exótica (a la que atrae a sus amigos y admiradores) o incluso en un hotel.

## Grupo literario y generación literaria
El de círculo literario tiene un uso similar al concepto de grupo literario; mientras que tanto círculo como grupo tienen una dimensión diferenciada con el de generación literaria, aunque muy frecuentemente se utilizan de forma intercambiable en la bibliografía.

### En la literatura española
Así, por ejemplo, hay algún uso bibliográfico de las expresiones "grupo literario del 98", "grupo literario del 27" (o "grupo poético del 27"), "grupo literario del 50" (o "grupo poético del 50") y "grupo poético de los setenta" (o "de los novísimos") para referirse a la generación del 98 (iniciada por el "grupo de los tres" e identificada con la revista Alma Española), la generación del 27 (uno de cuyos iniciadores fue el grupo malagueño de la revista Litoral, mientras en Madrid algunos jóvenes vanguardistas de la Residencia de Estudiantes se autodenominaban "La Orden de Toledo"), la generación del 50 (encabezada por el grupo o "escuela de Barcelona" y en la que se incluyen otros, como "versos con faldas") o la generación de los setenta (de muy compleja composición y diversa denominación); mientras que las denominaciones "grupo Nós" y xeración Nós ("generación Nós" en lengua gallega) son intercambiables. En lengua catalana, el grupo Ofèlia Dracs en los años 1980 estaba compuesto por escritores de varias generaciones.
Es más problemático considerar como un solo grupo literario a la generación del 14 (dentro de la que están muchos grupos opuestos entre sí, como los novecentistas, los ultraístas o los creacionistas, tertulias como la del Café Pombo o iniciativas editoriales como la Revista de Occidente) o a la generación del 36 (o primera generación de la posguerra, entre los que hay garcilasistas, arraigados, desarraigados, tremendistas, los del exilio "exterior" e "interior", grupos en torno a revistas literarias: Cántico en Córdoba, Proel en Santander, Espadaña en León, Ínsula en Madrid, "falangistas liberales" de Escorial, "ultraconservadores" de Arbor, los del pati de lletres de la Universidad de Barcelona, etc.) En la segunda mitad del siglo XX se suceden los círculos o grupos literarios, con mayor o menor apoyo editorial y repercusión académica: "novísimos" o "venecianos", "postnovísimos", poesía "de la experiencia", "de la conciencia", "del silencio", "metafísica", "de la nueva" o "la otra sentimentalidad" (Granada, 1983), "de la diferencia" (1997), generaciones "del 68", "de los setenta", "del 75", "de la democracia", "de los francotiradores", "del 80", "de los ochenta", "del 99", "del 2000", "Kronen", "Kindle", "Nocilla", "la luz nueva", "afterpop", "mutantes", "nueva narrativa", "nueva dramaturgia" o "nuevo drama", "nueva épica", "realismo sucio", "realismo meditativo", "jóvenes poetas líricos", etc. Ninguno de ellos tuvo tanta repercusión y éxito comercial como el "boom latinoamericano", diseñado desde Barcelona.
Además de las numerosas academias literarias del Siglo de Oro español (incluso Cervantes hace un uso paródico del concepto al inventarse los "académicos de Argamasilla" en El Quijote), en la literatura española del Renacimiento y el Barroco se distinguen algunos círculos, grupos o escuelas, como los castellanos del siglo XV, la escuela antequerano-granadina (finales del siglo XVI y comienzos del XVII), los que seguían a la corte de Madrid a Valladolid y de vuelta a Madrid (cuyas figuras rivales -vistas retrospectivamente- fueron Cervantes y Lope y luego Góngora y Quevedo, pero que fueron protagonizados por poetas de mucha menor nombradía); y en el Neoclasicismo la escuela literaria salmantina y la escuela poética sevillana (finales del siglo XVIII y comienzos del XIX). Con criterios de adscripción regional, a mediados del siglo XIX se propone la existencia de una escuela literaria montañesa, y en la primera mitad del XX una escuela mallorquina. Otras denominaciones son más extensas en términos de adscripción temporal o local (escuela ascética española) o se refieren a los epígonos de una figura (escuela de Calderón).

### En la literatura hispanoamericana
En el Buenos Aires de la década de 1920 se distinguían dos grupos o círculos literarios rivales: el grupo de Florida y el grupo de Boedo. Otros grupos literarios del ámbito hispanoamericano fueron: El Mosaico (Colombia, 1858), Los Diez (Chile, 1914-1924), grupo Norte (Perú, 1915), grupo de Guayaquil (década de 1930, Chile), Los inútiles (1934, Rancagua, Chile), Viernes (Venezuela, 1936-1941), grupo La Mandrágora (Chile, 1938), Piedra y cielo (Colombia, 1939), Bohemia Poblana (Puebla de Zaragoza, México, 1942), La Carpa (Tucumán, Argentina, 1944), Los Papelípolas (Huila, Colombia, 1958), grupo Chaicura (Ancud, Chile, 1963), grupo literario Paitanás (1965, Vallenar, Chile), Taller Aumen (Castro, Chile, 1975), grupo Taller de Estocolmo (escritores chilenos, 1977), grupo o taller literario Fragua (San Fernando, Chile, 1979), grupo Tráfico (1981, Caracas, Venezuela), movimiento Acción Poética (Monterrey, Nuevo León, México, 1996), etc.
En algún caso la bibliografía utiliza la denominación "círculo", como para el círculo modernista ecuatoriano: Humberto Fierro (1890-1929), Arturo Borja (1892-1912) y Ernesto Noboa y Caamaño (1889-1927); presente en revistas literarias desde 1895.

## Círculos literarios en la literatura anglosajona
- Chaucer's London coterie, reunida en torno a Geoffrey Chaucer en Southwark en la década de 1380: John Gower, Thomas Usk y, probablemente también otros, como Oton de Granson o Eustache Deschamps.[27]
- Wilton Circle, reunido por Mary Sidney en Wilton House (Wiltshire, Inglaterra) en el siglo XVI: Edmund Spenser, Michael Drayton, John Davies, Abraham Fraunce y Samuel Daniel.[28]
- Fraternity of Sireniacal Gentlemen ("fraternidad de caballeros sirénicos"), que se reunía los primeros viernes de cada mes en la Mermaid Tavern de Cheapside (oeste de Londres): Ben Jonson, John Donne, John Fletcher, Francis Beaumont, Thomas Coryat, John Selden, Robert Bruce Cotton, Richard Carew, Richard Martin, William Strachey, etc. Aunque tradicionalmente se dice que también incluía a William Shakespeare, la mayor parte de los estudios lo consideran improbable.[29]
- Castalian Band en la corte de Jacobo VI de Escocia: Alexander Montgomerie (ca. 1544-1598?), Patrick Hume of Polwarth (ca. 1550-1609), Alexander Hume (ca. 1557–1609), William Fowler (1560-1612), John Stewart of Baldynneis (ca. 1567-1605), Thomas Hudson (-1605), Robert Hudson, etc.
- Welbeck Circle, Newcastle Circle o Welbeck Academy, reunido por William Cavendish, primer duque de Newcastle en la primera mitad del siglo XVI en Welbeck Abbey, y continuó patrocinado por los Newcastle el siglo XVII: Charles Cavendish, Thomas Hobbes, Robert Payne, Walter Warner, Henry Bond, Richard Reeve, John Twysden, John Wallis, William Oughtred, Ben Jonson, Gerard Langbaine the Younger, John Dryden, Thomas Shadwell, William Davenant, William Sampson, James Shirley, John Suckling, etc.[30]
- Great Tew Circle, reunido en la década de 1630 en la manor house de Great Tew (Oxfordshire, Inglaterra): Thomas Carew, Abraham Cowley, Sidney Godolphin, George Sandys, John Suckling, Thomas Triplet, Edmund Waller, etc.[31]
- Shenstone Circle o Warwickshire Coterie, en Birmingham (Inglaterra), en las décadas de 1740, 1750 y 1760: William Shenstone, John Scott Hylton, John Pixell, William Somervile, Lady Luxborough, Richard Jago, John Perry, etc.[32]
- Streatham Worthies, reunido por Henry Thrale y su esposa Hester Thrale a finales del siglo XVIII en su retiro campestre de Streatham Park (suroeste de Londres), que fue objeto de una serie de retratos de Joshua Reynolds (como Edmund Burke, Samuel Johnson, Oliver Goldsmith, Giuseppe Baretti, Charles Burney, David Garrick, etc.)[33]
- Bowood Circle, reunido por William Petty en Bowood House (Wiltshire, Inglaterra) entre 1772 y 1825.
- El círculo de amigos reunidos en Villa Diodati (Coligny, junto al lago de Ginebra, Suiza) el verano de 1816: John Polidori, y las parejas Lord Byron-Mary Godwin y Percy Bysshe Shelley-Claire Clairmont (Mary y Claire eran a su vez hermanastras).[34]
- Circle of friends ("círculo de amigos") de Bram Stoker en Londres y Dublín hacia 1890: Hall Caine, Oscar Wilde, Arthur Conan Doyle, James Matthew Barrie, W. S. Gilbert. George du Maurier, Frank Frankfort Moore, etc. De forma epistolar, mantuvo también un continuado contacto con Walt Whitman.[35]
- The Souls, de aristócratas e intelectuales ingleses entre 1885 y 1920, prolongado en The Coterie.
- Bloomsbury Circle, de escritores ingleses del barrio londinense de Bloomsbury aproximadamente entre 1907 y 1930, en torno a la casa de las hermanas Stephen Virginia y Vanessa (luego conocidas por su apellido de casadas: Woolf y Bell, respectivamente).
- The Mutual Admiration Society, de mujeres escritoras del Somerville College de Oxford en la década de 1910: Dorothy L. Sayers, Muriel St Clare Byrne, Charis Frankenburg, Dorothy Rowe, Amphilis Throckmorton Middlemore, etc.[36]
- Dymock poets, entre 1911 y 1914 en Dymock (Gloucestershire, Inglaterra): Robert Frost, Lascelles Abercrombie, Rupert Brooke, Edward Thomas, Wilfrid Wilson Gibson, John Drinkwater, Eleanor Farjeon, etc.[37]
- Whitechapel Boys, escritores anglo-judíos de comienzos del siglo XX, denominado por el barrio de Whitechapel (Londres): Mark Gertler, Isaac Rosenberg, David Bomberg, Joseph Leftwich, Jacob Kramer, Morris Goldstein, Stephen Winsten, John Rodker, Lazarus Aaronson y Clara Birnberg (la única miembro femenino).[38]
- Dill Pickle Club, en Chicago (Estados Unidos), entre 1917 y 1935. Entre los que lo frecuentaban estaban Upton Sinclair, Sherwood Anderson, Carl Sandburg, Ben Hecht, Arthur Desmond, Vachel Lindsay, Djuna Barnes, William Carlos Williams, Kenneth Rexroth, Vincent Starrett, Slim Brundage, etc.[39][40]
- Algonquin Roundtable ("mesa redonda del Algonquin"), en torno a Dorothy Parker en el hotel de ese nombre en Nueva York (1919–1929): Franklin P. Adams (1881–1960), Robert Benchley (1889–1945), Heywood Broun (1888–1939), Marc Connelly (1890–1980), Edna Ferber (1887–1968), Margalo Gillmore (1897–1986), Jane Grant (1892–1972), Ruth Hale (1887–1934), Beatrice B. Kaufman (1894–1945), George S. Kaufman (1889–1961), Margaret Leech Pulitzer (1894–1974), Neysa McMein (1888–1949), Herman J. Mankiewicz (1897–1953), Harpo Marx (1888–1964), William B. Murray (1890–1949), Dorothy Parker (1893–1967), Brock Pemberton (1885–1950), Murdock Pemberton (1888–1982), Harold Ross (1892–1951), Arthur H. Samuels (1888–1938), Robert E. Sherwood (1896–1955), Laurence Stallings (1895–1968), Donald Ogden Stewart (1894–1980), Frank Sullivan (1892–1976), Deems Taylor (1886–1966), John Peter Toohey (1880–1946), David H. Wallace (1889–1955), John V. A. Weaver (1893–1938), Peggy Wood (1892–1978), Alexander Woollcott (1887–1943), etc.[41]
- Stratford-on-Odéon, nombre paródico (alude a la localidad natal de Shakespeare) para referirse al círculo literario formado por los escritores de la lost generation, que frecuentaban las librerías de la Rue de l'Odéon de París en la década de 1920 (entre ellas, Shakespeare and Company, de Sylvia Beach): Ernest Hemingway, James Joyce, Ezra Pound, Gertrude Stein, F. Scott Fitzgerald, etc., quienes, según sus diferentes edades y orígenes, podían o no pertenecer a la lost generation (denominación acuñada por Stein, cuya casa era frecuentada por un notable grupo de artistas e intelectuales).[42][s] Con propósito alternativo y de reivindicación local, en 1925 Harold Ross y Jane Grant fundaron en Nueva York The New Yorker[t] Otra revista que también acogía a la vanguardia literaria estadounidense en la época fue The Little Review (Chicago, 1914-1929).
- The Harlem Renaissance, de escritores afroamericanos de la zona neoyorquina de Harlem, años veinte y treinta del siglo XX: Alain Locke, Ferdinand Q. Morton, Mary White Ovington, Chandler Owen, A. Philip Randolph, Lewis Grandison Alexander, Sterling A. Brown, Joseph Seamon Cotter, Jr., Countee Cullen, Alice Dunbar-Nelson, Jessie Redmon Fauset, Rudolph Fisher, Edythe Mae Gordon, Eugene Gordon, Angelina Weld Grimke, etc.[44]
- Friends of the Grolier ("amigos de la Grolier"), por la librería Grolier Poetry Bookshop, fundada en 1927 en torno a la Universidad de Harvard: John Ashbery, Robert Bly, Robert Creeley, Donald Hall, Frank O'Hara, Conrad Aiken (que vivía en un piso del mismo edificio), Russell Banks, Frank Bidart, William Corbett, E. E. Cummings, T. S. Eliot, Lawrence Ferlinghetti, David Ferry, Allen Ginsberg, Denise Levertov, Marianne Moore,  Charles Olson, Robert Pinsky, Adrienne Rich, Ruth Stone, James Tate, Franz Wright, etc.[45]
- Kingdom of Redonda ("reino de Redonda") disputado literariamente por grupos rivales de escritores desde su divulgación por M. P. Shiel en 1929.
- Birmingham Group, desde la instalación en la casa Highfield (Birmingham) de Philip Sargant Florence y su esposa Lella Secor Florence, en 1929: W. H. Auden, Henry Reed, Walter Allen (que describió cómo "la mayor parte de los intelectuales de izquierda inglesa e intelectuales estadounidenses que vistitaban Gran Bretaña debieron pasar por Highfield entre 1930 y 1950"), John Hampson, Nikolaus Pevsner, R. D. Smith, Louis MacNeice, William Empson, etc.[46]
- The Inklings, en la Universidad de Oxford en las décadas de 1930 y 1940: J. R. R. Tolkien, C. S. Lewis, Charles Williams, Owen Barfield, etc.
- South Side Writers Group, de escritores afroamericanos de las décadas de 1930 y 1940 en el barrio de South Side (Chicago): Richard Wright, Arna Bontemps, Margaret Walker, Fenton Johnson, Theodore Ward, Garfield Gordon, Frank Marshall Davis, etc.[47]
- February House, una comuna de artistas del barrio neoyorkino de Brooklyn Heights entre 1940 y 1941. Entre sus residentes o invitados estuvieron George Davis, W. H. Auden, Carson McCullers, Benjamin Britten, Paul Bowles, Gypsy Rose Lee, Salvador Dalí, Gala Dalí, Anaïs Nin (que fue quien puso el nombre a la casa), Klaus Mann, Jane Bowles, Richard Wright, Pável Chelishchev, etc.[39][48]
- New York Intellectuals (mediados del siglo XX).
- Beatniks (también generación beat y hipsters), que como círculo inicial más restringido se inició en el grupo de Allen Ginsberg, Jack Kerouac, William Burroughs o Neal Cassady desde 1948.[49]
- The Factory, grupo de artistas en torno a Andy Warhol en distintas localizaciones de Nueva York entre 1963 y 1987. Además de artistas plásticos y músicos (muchos de los cuales también escribían), era frecuentado por escritores como Truman Capote o Allen Ginsberg.
- New York School, grupo de poetas neoyorkinos de la segunda mitad del siglo XX, que se prolonga en al menos dos generaciones, la primera: Barbara Guest (1920-2006), James Schuyler (1923-1991), Kenneth Koch (1925-2002), Frank O'Hara (1926-1966), John Ashbery (1927-2017); la segunda: Kenward Elmslie (1929-), Joseph Ceravolo (1934-1988), Ted Berrigan (1934-1983), Dick Gallup (1941-), Ron Padgett (1942-), Bernadette Mayer (1945-), Alice Notley (1945-), etc.[50]
- The Vehicule Poets, colectivo de poetas canadienses: Claudia Lapp (1946), Artie Gold (1947-2007), Tom Konyves (1947), Endre Farkas (1948), John McAuley, Stephen Morrissey y Ken Norris (1951).[51]
- Brat Pack,  en la costa este de Estados Unidos en la década de 1980: Bret Easton Ellis, Tama Janowitz, Jay McInerney, Mark Lindquist, Susan Minot, Donna Tartt, Peter Farrelly, David Leavitt, etc.

## Círculos literarios en la literatura en francés
- École marotique, poetas franceses seguidores de Clément Marot (muerto en 1544), como Mellin de Saint-Gelais.
- École de Lyon, mediados del siglo XVI: Maurice Scève, Pontus de Tyard, Pernette Du Guillet, Louise Labé, etc.
- La Pléiade, poco después de las anteriores, en torno a Pierre de Ronsard y Joachim du Bellay, a los que siguieron Antoine de Baïf, Rémy Belleau, Étienne Jodelle, Pontus de Tyard y Jean Dorat. Atacaron a los marotiques.
- La coterie holbachique denominación acuñada por Jean-Jacques Rousseau para las reuniones de los enciclopedistas que tenína lugar los jueves y los domingos en el salón del barón Paul Henri Thiry d'Holbach de la rue Royale de París entre 1750 y 1780. También se la denominaba café de l’Europe. A diferencia de los salones (que se realizaban bajo la dirección de una dama), estaba compuesta solo por varones: Denis Diderot, Frédéric-Melchior Grimm (barón von Grimm, que se enemistó con Rousseau), Étienne Bonnot de Condillac, Nicolas de Condorcet, Jean le Rond d'Alembert, Georges Louis Leclerc, Jean-François Marmontel, Anne Robert Jacques Turgot (barón de Laune), Charles Marie de La Condamine, Guillaume-Thomas Raynal, Claude-Adrien Helvétius, André Morellet, Jacques-André Naigeon; también acudían intelectuales ingleses de paso por parís: Adam Smith, David Hume, John Wilkes, Horace Walpole, Laurence Sterne o Edward Gibbon.
- Groupe de Coppet, en torno al château de Coppet de Madame de Staël (hasta la muerte de esta en 1817): Benjamin Constant, Charles Victor de Bonstetten, August Wilhelm Schlegel, Jean de Sismondi, etc. Stendhal lo describió como les États généraux de l’opinion européenne ("los Estados Generales de la opinión europea").
- Le Parnasse Contemporain ("el Parnaso contemporáno"), en torno a una antología publicada en tres entregas por Alphonse Lemerre (1866-1876): Théophile Gautier, Leconte de Lisle, José María de Heredia, Théodore de Banville, Sully Prudhomme, Catulle Mendès, Albert Mérat y (también seleccionados, pero que no se clasifican estilísticamente como "parnasianos") Charles Baudelaire, Paul Verlaine o Stéphane Mallarmé.
- Cercle de Médan ("círculo de Médan"), por Les Soirées de Médan, una edición colectiva de seis novelas, publicadas el 17 de abril de 1880 por Georges Charpentier en París: Émile Zola, Guy de Maupassant, Joris-Karl Huysmans, Henry Céard, Léon Hennique y Paul Alexis.[52] Un poco antes, la familia del editor había sido retratada por Renoir.
- Les Deux Magots, la cafetería en París donde desde 1885 tuvieron su tertulia Paul Verlaine, Arthur Rimbaud y Stéphane Mallarmé. En el siglo XX siguió siendo lugar de reunión de intelectuales (surrealistas en el periodo de entreguerras y existencialistas en la posguerra).[53]
- Club des Longues moustaches ("club de los bigotes largos"), de 1908 à 1911 en torno a Henri de Régnier en el Caffè Florian de Venecia: Abel Bonnard, Charles Du Bos, Auguste Gilbert de Voisins, Émile Henriot, Edmond Jaloux, Eugène Marsan, Francis de Miomandre y Jean-Louis Vaudoyer.[54]
- Les Mandarins, en la Francia de la posguerra de la II Guerra Mundial, denominado así por la novela de Simone de Beauvoir, con Jean Paul Sartre, Albert Camus, Nelson Algren, Arthur Koestler, etc. Similar escenario se representaba en la trilogía de novelas Les chemins de la liberté (1945-1949 -L'âge de raison, Le sursis y La mort dans l'âme-) de Sartre y en el ensayo Le Mythe de Sisyphe (1942) de Camus.[55]
- Nouveau Roman, novelistas franceses del entorno de la editorial Les Éditions de Minuit, que tuvieron su manifiesto en Pour un nouveau roman (1963), de Alain Robbe-Grillet. El término se había acuñado anteriormente por Émile Henriot en un artículo en Le Monde (1957). Formarían parte: Michel Butor, Nathalie Sarraute, Claude Simon, etc.
- Oulipo (Ouvroir de littérature potentielle), Francia, 1960: Noël Arnaud (1919-2003), Jacques Bens (1931-2001), Claude Berge (1926-2002), Jacques Duchateau (1929-2017), Latis (1913-1973), François Le Lionnais (1901-1984), Jean Lescure (1912-2005), Raymond Queneau (1903-1976), Jean Queval (1913-1990), Albert-Marie Schmidt (1901-1966), etc.
- Tel Quel, en torno a esta revista literaria francesa (1960-1982), ubicada en el postestructuralismo y la deconstrucción, y de orientación política de extrema izquierda: Philippe Sollers, Jean-Edern Hallier, Jean-René Huguenin, Jean Ricardou, Jean Thibaudeau, Michel Deguy, Marcelin Pleynet, Denis Roche, Jean-Louis Baudry, Jean-Pierre Faye, Jacqueline Risset, François Wahl, Julia Kristeva, Roland Barthes, Michel Foucault, Maurice Blanchot, Pierre Boulez, Jacques Derrida, Jean Cayrol, Jean-Pierre Faye, Shoshana Felman, Maria Antonietta Macciocchi, Leonardo Sciascia, etc.

## Círculos literarios en la literatura en alemán
- Göttinger Hainbund ("liga de la arboleda de Gotinga"), fundada en 1772 por Johann Heinrich Voss, Ludwig Christoph Heinrich Hölty, Johann Martin Miller, Gottlieb Dieterich von Miller, Johann Friedrich Hahn y Johann Thomas Ludwig Wehrs; considerado parte del movimiento Sturm und Drang.[56]
- Jenaer Frühromantik-Kreis ("círculo de los románticos tempranos de Jena"), reunido a finales del siglo XVIII y comienzos del XIX en Jena: August Wilhelm Schlegel, Caroline Böhmer, Friedrich Schlegel, Dorothea Veit, Friedrich Wilhelm Joseph Schelling, Ludwig Tieck, Georg Philipp Friedrich von Hardenberg "Novalis", etc.[57]
- Heidelberger Romantik-Kreis ("círculo de los románticos de Heidelberg"), algo más jóvenes que los de Jena: Achim von Arnim, Clemens Brentano, Joseph Görres, Friedrich Creuzer, Friedrich Hölderlin, los hermanos Grimm, Karoline von Günderrode, Bettina von Arnim, etc.[58]
- Serapionsbrüder ("los hermanos de [san] Serapio"), fundado en Berlín en 1818 por E. T. A. Hoffmann (quien también tituló así una colección de novelas y cuentos de hadas en cuatro volúmenes, 1891-1921), al que pertenecieron: Theodor Gottlieb von Hippel, Julius Eduard Hitzig, Friedrich de la Motte Fouqué, Adelbert von Chamisso, Wilhelm Salice-Contessa, Friedrich von Pfuel, David Ferdinand Koreff, Johann Georg Seegemund, etc.[59]
- Ludlamshöhle ("la cueva de Ludlam"), Viena 1819-1826, fundado por Ignaz Franz Castelli y August von Gymnich. Hubo un intento de revivirlo en 1848, que fracasó, y otro que se mantuvo activo entre 1949 y 1972 (Neue Ludlamshöhle): Franz Karl Franchy, Egon Hajek, Theodor Mayer, Friedrich Schreyvogel y Karl Wache.[60]
- Tunnel über der Spree ("túnel sobre el [río] Spree"), fundado en Berlín en 1827 por Moritz Gottlieb Saphir (a quien Julius Eduard Hitzig había negado la entrada en la Neuen Mittwochsgesellschaft -"nueva sociedad del miércoles"-), fue muy activo entre 1840 y 1860, llegando a tener 214 miembros, influyendo en la vida literaria alemana durante unos setenta años: Theodor Fontane, Emanuel Geibel, etc.[61] En 1852 varios de sus miembros fundaron Der Rütli con el propósito de obtener una mayor intimidad. A finales del siglo XIX solo tres miembros mantenían su actividad.[62]
- Die Freien ("los libres"), reunión de los "jóvenes hegelianos", en el Hippel's Weinstube de Berlín, a comienzos de la década de 1840, organizado por los hermanos Bruno Bauer y Edgar Bauer: Max Stirner, Arnold Ruge, Friedrich Engels, Karl Marx, Ludwig Feuerbach, Wilhelm Jordon, C. F. Köppen, Arthur Müller, Moses Hess, Ludwig Bühl, Adolf Rutenberg, Eduard Meyen, Marie Dähnhardt, Julius Faucher, etc.
- Wuppertaler Dichterkreis ("círculo de poetas de Wuppertal" -Alemania-) en la década de 1850: Friedrich Roeber (1819-1901), Adolf Schults (1820-1858), Gustav Reinhart Neuhaus (1821-1892), Karl Stelter (1823-1912), Carl Michels (1831–1866), Hugo Oelbermann (1832-1898), Emil Rittershaus (1834–1857), Carl Siebel (1836-1868), etc.[63]
- George-Kreis ("círculo George"), entre 1892 y 1933, en torno a Stefan George.[64]
- Kosmikerkreis ("círculo cósmico"), en Múnich alrededor de 1900: Alfred Schuler (1865–1923), Ludwig Klages (1872–1956), Karl Wolfskehl (1869–1948), Ludwig Derleth (1870–1948) y Fanny zu Reventlow (1871–1918), conocida como la condesa bohemia de Schwabing, que narró sus experiencias en el grupo en la novela Herrn Dames Aufzeichnungen (1913).[65]
- Der Neue Club ("el nuevo club"), en el Neopathetisches Cabaret de Berlín, fundado en 1909 por Kurt Hiller y Erwin Loewenson, también participaba Georg Heym.
- Sonntagskreis ("círculo del domingo"), en Budapest entre 1915 y 1918: Béla Balázs, Lajos Fülep, Arnold Hauser, György Lukács y Karl Mannheim.[66]
- Gruppe 47, Alemania, 1947; fundado por Hans Werner Richter y formado por Ilse Aichinger, Alfred Andersch, Ingeborg Bachmann, Heinrich Böll, Paul Celan, Günter Eich, Hans Magnus Enzensberger, Erich Fried, Günter Grass, Wolfgang Hildesheimer, Uwe Johnson, Erich Kästner, Alexander Kluge, Siegfried Lenz, Reinhard Lettau, Marcel Reich-Ranicki, etc.
- Aktionsgruppe Banat, formado por escritores en lengua alemana del Banato rumano. Fundado en 1972 fue perseguido por las autoridades comunistas y disuelto en 1975. Muchos de sus componentes pasaron a formar otro círculo literario que se puso el nombre del escritor Adam Müller-Guttenbrunn (y al que también pertenecieron otros escritores, como Herta Müller). Entre los miembros iniciales del Aktionsgruppe Banat estuvieron Albert Bohn, Rolf Bossert, Werner Kremm, Johann Lippet, Gerhard Ortinau, Anton Sterbling, William Totok, Richard Wagner y Ernest Wichner.[67]

## Círculos literarios en otras literaturas
- La descripción que hace Bocaccio en el inicio de El Decamerón de la reunión de diez jóvenes florentinos que huyen de la peste de 1348, aun siendo una ficción literaria, evidencia la posibilidad de la existencia de tales círculos.
- Muiderkring, en torno al castillo de Muiden, cerca de Ámsterdam en la primera mitad del siglo XVII: Pieter Corneliszoon Hooft, Constantijn Huygens, Dirck Sweelinck, Joost van den Vondel, Bredero, Anna Visscher y Maria Tesselschade Visscher.[68]
- Círculo Petrashevski, fundado en San Petersburgo por Mikhaïl Petrachevski. Funcionó clandestinamente entre 1844 y 1849.
- Junimea ("juventud" en rumano), fundada en Bucarest en 1863 por Titu Maiorescu, Petre P. Carp, Vasile Pogor, Theodor Rosetti y Iacob Negruzzi. Entre 1874 y 1885 fue frecuentado por los más importantes escritores rumanos: Mihai Eminescu, Ion Creangă, Ion Luca Caragiale, Ioan Slavici, etc.[69]
- Vencidos da vida, grupo informal de intelectuales portugueses, caracterizados por su dandismo, con gran influencia en la vida literaria portuguesa de las tres últimas décadas del siglo XIX, entre los que estaba Eça de Queiros.[70]
- Tachtigers ("los de los [años] ochenta") en Países Bajos: Willem Kloos (1859-1938), Frederik van Eeden (1860-1932), Frank van der Goes (1859-1939), Willem Paap (1856-1923), Albert Verwey (1865-1937), Lodewijk van Deyssel (1864-1952), Herman Gorter (1864-1927), Louis Couperus (1863-1923), etc.
- Moloda muza ("joven musa") en Lviv (ciudad ucraniana entonces perteneciente al Imperio austrohúngaro) entre 1906 y 1914. Lo formó un grupo de escritores que pretendían emular la Młoda Polska ("Joven Polonia"): Volodymyr Birchak, Petro Karmanskyi, Bohdan Lepky, Ostap Lutskyi, Vasyl Pachovskyi, Sydir Tverdokhlib, etc.[71]
- Shirakabaha ("sociedad del abedul") en Japón, de 1910 a 1923, en torno a la revista Shirakaba: Shiga Naoya (1883-1971), Mushanokōji Saneatsu (1885-1976), Yanagi Sōetsu (1889-1961), Satomi Ton (1888-1983), Arishima Takeo (1878-1923) y Nagayo Yoshirō (1888-1961).[72]
- Hylaea, Hilaia o Gileia (adoptaron el nombre de un bosque mítico -Гилея en ruso, Ὑλαίης en griego antiguo- de la antigua Escitia, al norte del Mar Negro, que también dio nombre al género botánico Hylaea) en torno al manifiesto del futurismo ruso "Bofetada al gusto del público" (San Petersburgo, 1912): Velimir Jlébnikov, Alekséi Kruchónyj, Vladímir Mayakovski y David Burliuk.[73]
- Grupo de Orpheu o geração de Orpheu ("grupo" o "generación de Orpheu"), por la revista portuguesa Orpheu (1915): Amadeo de Souza-Cardoso, Almada Negreiros, Ângelo de Lima, António Ferro, Fernando Pessoa, Mário Saa, Mário de Sá-Carneiro, Santa-Rita Pintor, etc.[74]
- Siuru, en Estonia entre 1917 y 1919. Publicaron tres volúmenes de poesía. Fundado por August Gailit, incluía a Marie Under, Henrik Visnapuu, Johannes Semper, Friedebert Tuglas, Peet Aren, Otto Krusten y Artur Adson. Conflictos internos del grupo llevaron a la salida de Visnapuu y Gailit; entrando nuevos miembros: Johannes Barbarus y August Alle.[75]
- Sburătorul, en Rumanía entre 1919 y 1927, en torno a la revista de ese nombre, liderado por Eugen Lovinescu.[76]
- Tarapita, en Estonia entre 1921 y 1922, en torno a la revista de ese nombre:  Albert Kivikas, Johannes Semper, Marie Under, Artur Adson, Johannes Vares-Barbarus, Friedebert Tuglas, August Alle, Jaan Kärner, Aleksander Tassa, etc.[77]
- Shinkankaku-ha ("escuela de las nuevas sensaciones"), Japón, liderada por Riichi Yokomitsu y Yasunari Kawabata en torno a la revista Bungei jidai ("edad literaria"), fundada en 1924; y hasta la II Guerra Mundial. El término que los identifica fue propuesto por el crítico literario Kameo Chiba.
- Budh Sabha, Guyarat (India), desde 1932: Umashankar Joshi, Rajendra Shah, Harshad Trivedi, Chinu Modi, Niranjan Bhagat, Raghuveer Chaudhari, Pravin Pandya, Rajendra Shukla, Rajesh Vyas, Bhavesh Bhatt, Anil Chavda y Ashok Chavda.[78]
- Criterion, Rumanía, 1932-1934; es parte de la "generación joven" o "generación de 1927"[79] (Mihail Sebastian, Mircea Eliade, Nae Ionescu, Eugene Ionesco, Emil Cioran, etc.)[80]
- Ermetici ("herméticos"), término acuñado por Francesco Flora (1936) para un grupo de poetas italianos y su estética: Salvatore Quasimodo, Mario Luzi y Alfonso Gatto.
- Cercul literar de la Sibiu, en Sibiu (Rumanía) entre 1940 y 1945: Lucian Blaga, Ion Negoițescu, Radu Stanca, Ion Dezideriu Sîrbu, Cornel Regman, Ștefan Augustin Doinaș, Nicolae Balotă, Eugen Todoran, Eta Boeriu, Radu Enescu, Ovidiu Cotruș, etc.[81]
- Gruppo 63, Italia, 1963: Nanni Balestrini, Edoardo Sanguineti, Alberto Arbasino, Renato Barilli, Umberto Eco, etc.
- Ménglóng Shīrén ("poetas brumosos"), entre las décadas de 1970 y de 1990 en China: Bei Dao, Bei Ling, Chou Ping, Duo Duo, Fei Ye, Gu Cheng, Ha Jin, He Dong, Jiang He, Mang Ke, Shu Ting, Tang Yaping, Xi Chuan, Xi Chuan, Yang Lian, Yang Lian, Zhang Zhen, Yan Li, etc.

## Escuela literaria
Mientras que los conceptos de escuela filosófica, escuela artística o escuela musical tienen un uso más circunscrito a sus ámbitos de conocimiento o actividad, el concepto de escuela literaria se aplica a grupos o movimientos literarios con base local de muy distinto ámbito, que en muchos casos (como ocurre con los conceptos de grupo o movimiento literario) pueden identificarse con círculos literarios. Así, por ejemplo, la llamada "escuela cockney" puede considerarse como una agrupación generacional dentro del Romanticismo inglés o como una coterie.
Otras agrupaciones que utilizan la denominación son:
- Escuelas literarias búlgaras medievales:

- Escuela literaria de Preslav
- Escuela literaria de Tarnovo
- Escuela literaria de Ohrid
- Escuela literaria de Vidin

- Escuela poética siciliana (siglo XIII)
- Escuelas literarias de Silesia en el Barroco:

- Primera escuela de Silesia
- Segunda escuela de Silesia

- Escuela de Sara, en el País Vasco francés (siglo XVII)
- Escuela de Recife, Brasil, finales del XIX y principios del XX.

## Círculos y sociedades científicas
Las sociedades científicas nacieron de un modo similar a los círculos literarios, en el contexto de la revolución científica del periodo previo a la Ilustración que se ha denominado "crisis de la conciencia europea": Hartib Circle, Invisible College, Lunar Circle, etc.
Las denominaciones de los grupos científicos pueden utilizar la palabra "círculo" o "escuela", como en los casos del Círculo de Viena, el Círculo de Berlín, el círculo lingüístico o Escuela de Ginebra, el Círculo lingüístico de Copenhague, Círculo lingüístico de Moscú, el Círculo lingüístico de Praga o la Escuela de Frankfurt.